# نوردلینک

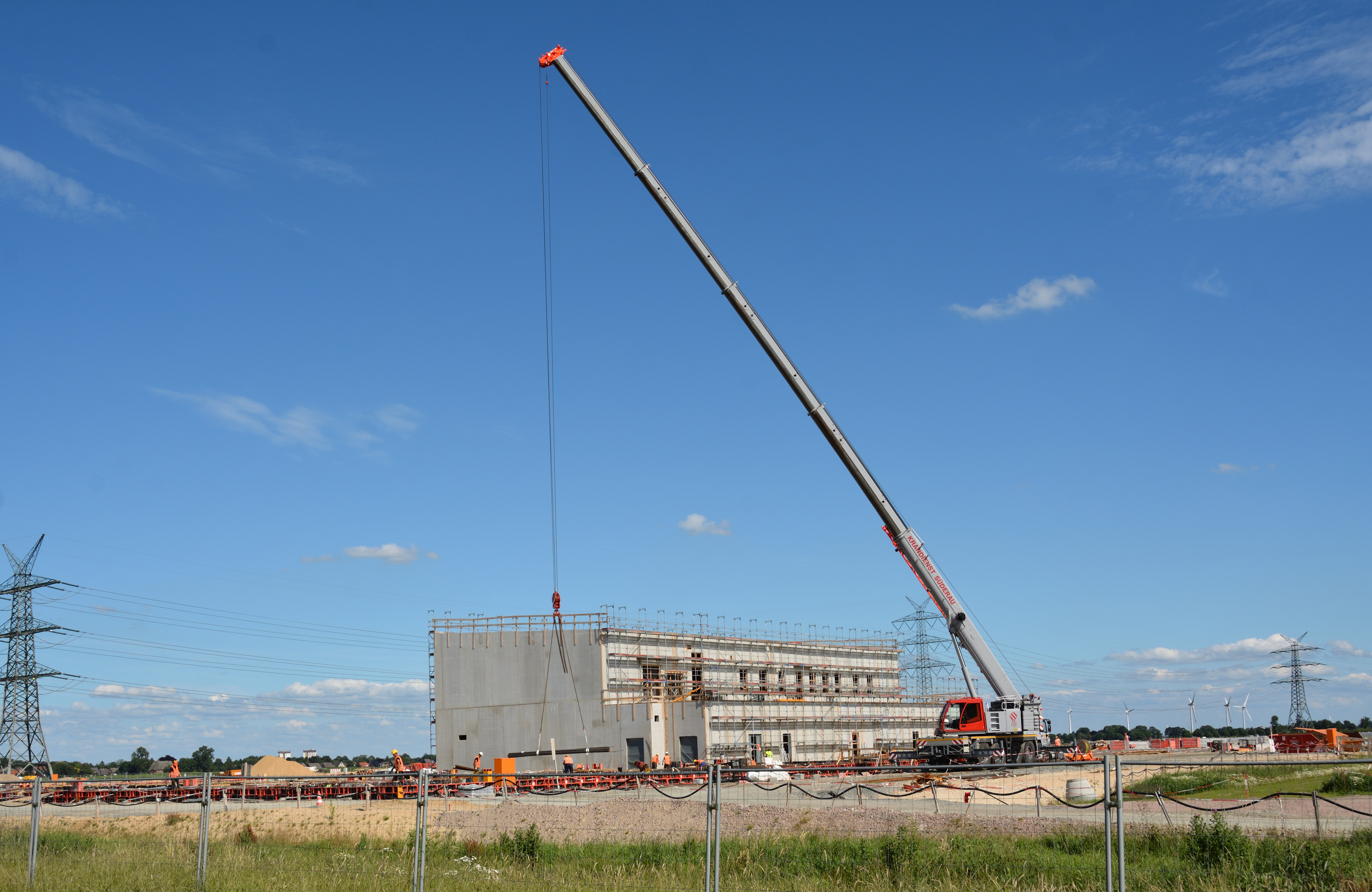
نمایی از محل ساخت و ساز در سایت ایستگاه قسمت جنوبی - ۲۰۱۷

نوردلینک(به انگلیسی: NordLink) یک کابل برق جریان مستقیم فشارقوی (HVDC) زیردریایی ۱۴۰۰ مگاواتی بین نروژ و آلمان است که در مه ۲۰۲۱ افتتاح شد. این کابل طولی بیشتر از ۵۰۰ کیلومتر (۳۱۰ مایل) دارد و با ولتاژ ۵۰۰ کیلو ولت دی‌سی کار می‌کند
این کابل دویچه بان را قادر می‌سازد تا تمام تولیدات خود را از Mågeli kraftverk در Ullensvang خریداری کند و بدین ترتیب به راه‌آهن آلمان کمک می‌کند تا سال ۲۰۴۰ از نظر آب و هوا خنثی شود.

## ساخت و ساز
تخمین زده می‌شود که هزینه آن ۱٫۵ تا ۲ میلیارد یورو باشد، که در سال ۲۰۱۵ زمانی که استاتنت (به انگلیسی: Statnett) تصمیم به اجرای پروژه گرفت، تأمین مالی شد. این اتصال‌دهنده جریان مستقیم بین یک پست جدید در Ertsmyra (نزدیک Tonstad) در نروژ و پست Wilster در Schleswig-Holstein در آلمان نصب شد. انتظار می‌رفت این اتصال در سال ۲۰۲۰ تکمیل شود. مراسم افتتاحیه در ۲۷ مه ۲۰۲۱ برگزار شد.
هنگام آزمایش در سپتامبر ۲۰۲۰، به‌طور تصادفی ۱۴۰۰ مگاوات کامل را برای تقریباً یک دقیقه به نروژ وارد کرد که باعث ایجاد اثرات شبکه آبشاری مانند تغییر فرکانس ۰٫۵ هرتز در سراسر منطقه سنکرون نوردیک شد.
در نوامبر ۲۰۲۱، در بحبوحه تقاضای بالای برق در اروپا، افزایش صادرات از نروژ به قاره اروپای باعث درگیری با اپراتور شبکه سوئد شد که ظرفیت صادرات را به نصف کاهش داد و باعث شد اپراتور نروژی همین کار را برای صادرات به سوئد انجام دهد. (که دانمارک و فنلاند نیز به آن متکی هستند).

## مالکیت
شرکت دولتی نروژی و اپراتور سیستم انتقال، استاتنت مالک ۵۰ درصد پروژه است، در حالی که اپراتور سیستم انتقال هلندی TenneT TSO و بانک دولتی آلمان کااف‌وی مالک نیمی دیگر از این پروژه هستند. کابل بین نروژ و آلمان در پروژه‌های منافع مشترک اتحادیه اروپا (PCI) ذکر شده‌است.

## سایت‌ها
| سایت                                      | مختصات                                                      |
| ----------------------------------------- | ----------------------------------------------------------- |
| ایستگاه مبدل جریان مستقیم فشارقوی تونستاد | ۵۸°۴۰′۰۶″ شمالی ۶°۴۵′۱۵″ شرقی / ۵۸٫۶۶۸۳۳°شمالی ۶٫۷۵۴۱۷°شرقی |
| ترمینال کابل Djupvik                      | ۵۸°۱۵′۵۹″ شمالی ۶°۴۰′۴۷″ شرقی / ۵۸٫۲۶۶۳۹°شمالی ۶٫۶۷۹۷۲°شرقی |
| ایستگاه مبدل جریان مستقیم فشارقوی ویلشتر  | ۵۳°۵۵′۱۰″ شمالی ۹°۲۰′۴۰″ شرقی / ۵۳٫۹۱۹۴۴°شمالی ۹٫۳۴۴۴۴°شرقی |